# سقلاتي (لون)
اللون سِقِلَّاتِيّ (بالإنجليزية: Scarlet) نسبة إلى سِقِلّات، وكلمة سقلات تعني «نسيج ناعم» وأصلُ الكلمة قد يكون من الفارسية «سَقِرلات».

وهو لون أحمر برتقالي ساطع، بدرجة لون قريبة من البرتقالي وأكثر حمرة من الزنجفري. وقد كان اللون يُعتبر -على نحو تقليدي- أنه لون اللهب. وقد يرمز إلى لون دم الشخص الحي، كالقرمزي، مع العلم أن لون دم الشخص الحي أقرب إلى القرمزي منه إلى السقلاتي.

## درجات السقلاتي

### أحمر مشعلي

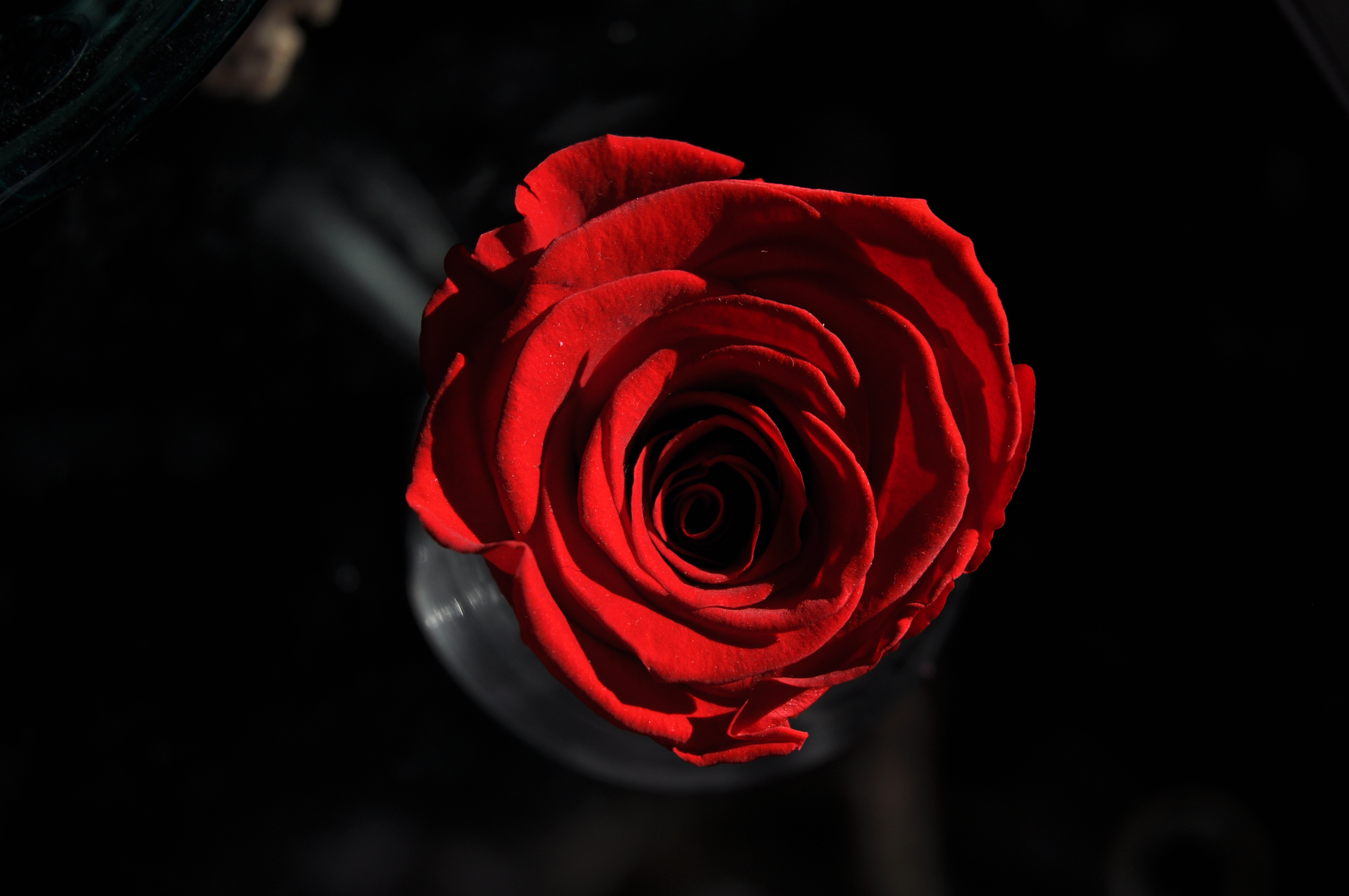
وردة سقلاتية

الأحمر المِشْعَلي (بالإنجليزية: Torch Red). اللون "Torch Red" هو اسم صيغ للون حسب crayola في العام 1998، ثم أُعيدت تسميته إلى Scarlet = سقلاتي عام 2000 من قبل crayola. وهو الاسم المعتمد في المنتجات التي تنتجها crayola

### لهيبي

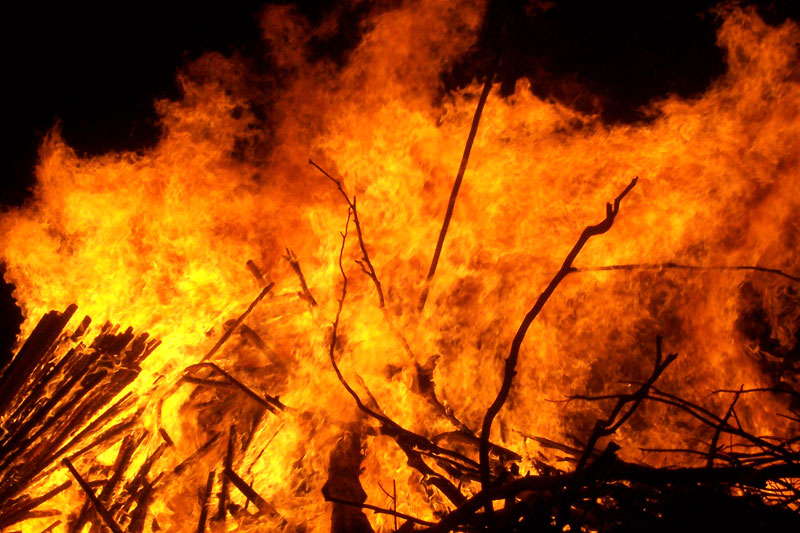
نار

اللون اللهيبي (بالإنجليزية: Flame) هو ظل متوسط للسقلاتي. وقد كان أول استخدام لهذا الاسم كَلَوْن في الإنجليزية عامَ 1590.
أصل هذا اللون هو ISCC-NBS Dictionary of Color Names (1955)، والذي هو قاموس استُخدم من قِبل جامعي الطوابع لتمييز ألوان الطوابع.

### طوبي

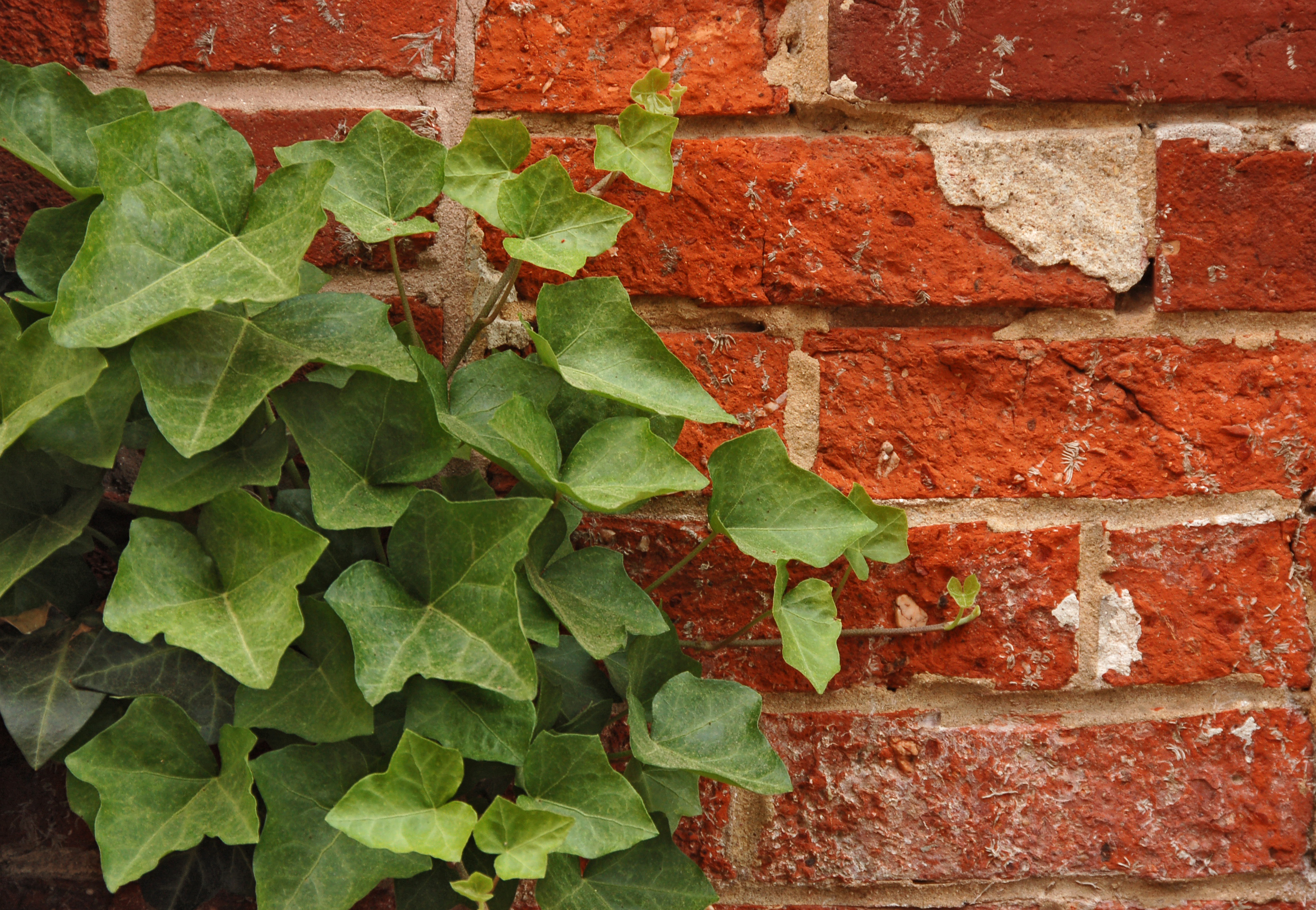
حائط طوبي

اللون الطوبي (بالإنجليزية: Fire Brick) معروض على اليسار، وهو ظل غامق متوسط للون السقلاتي/الأحمر

## معرض صور

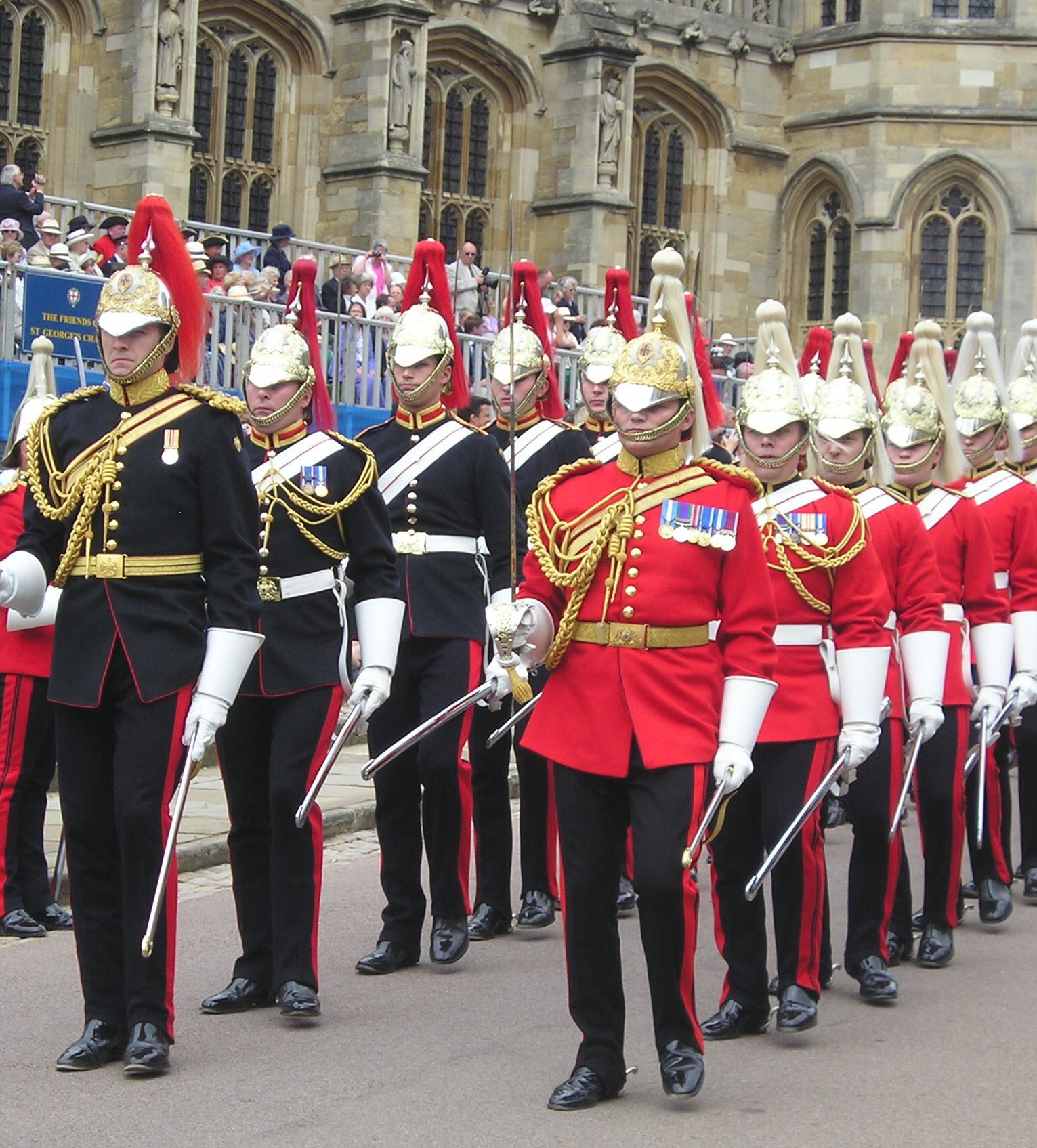
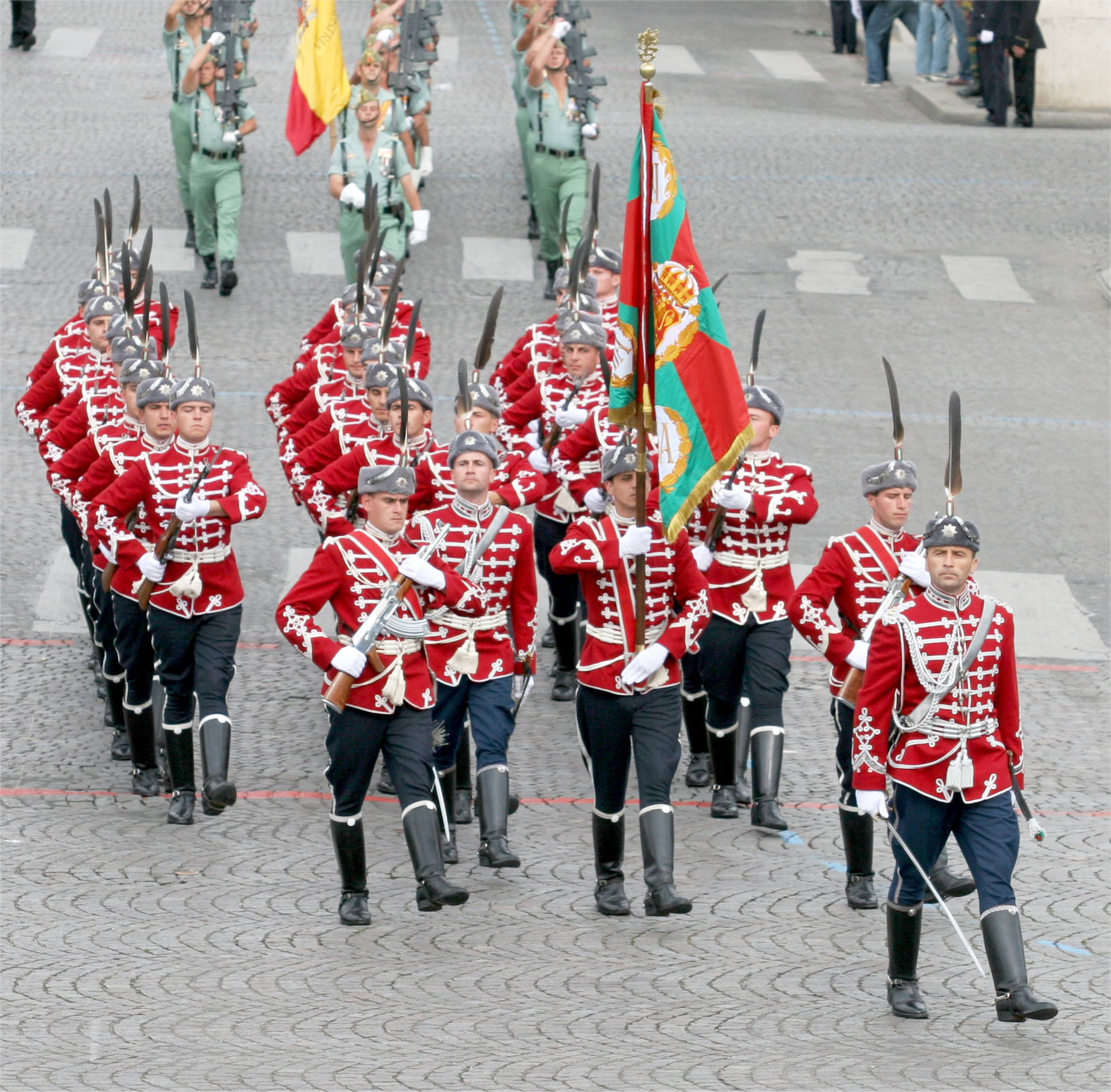
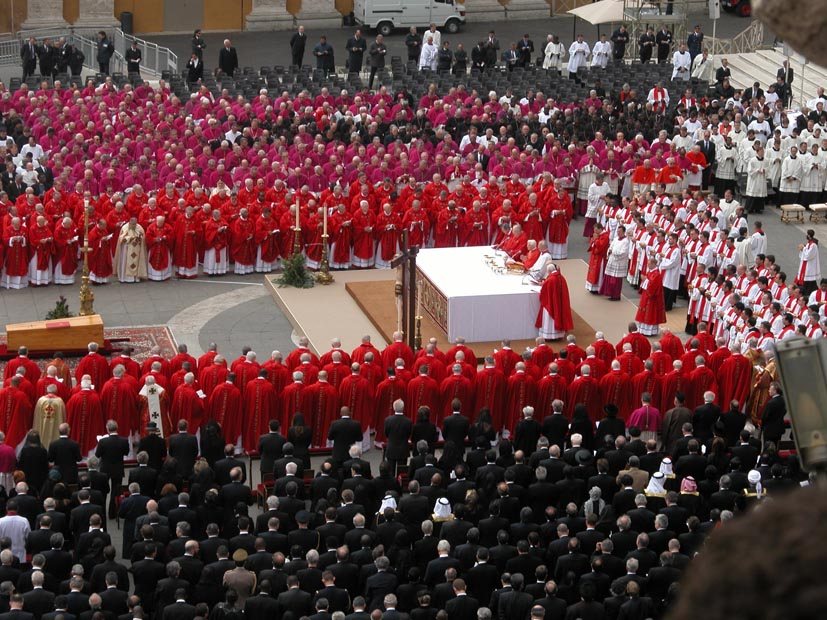
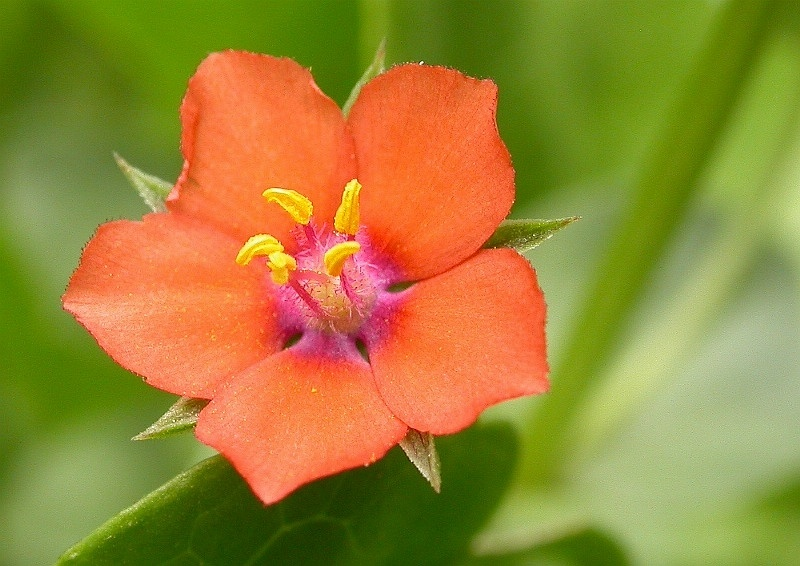
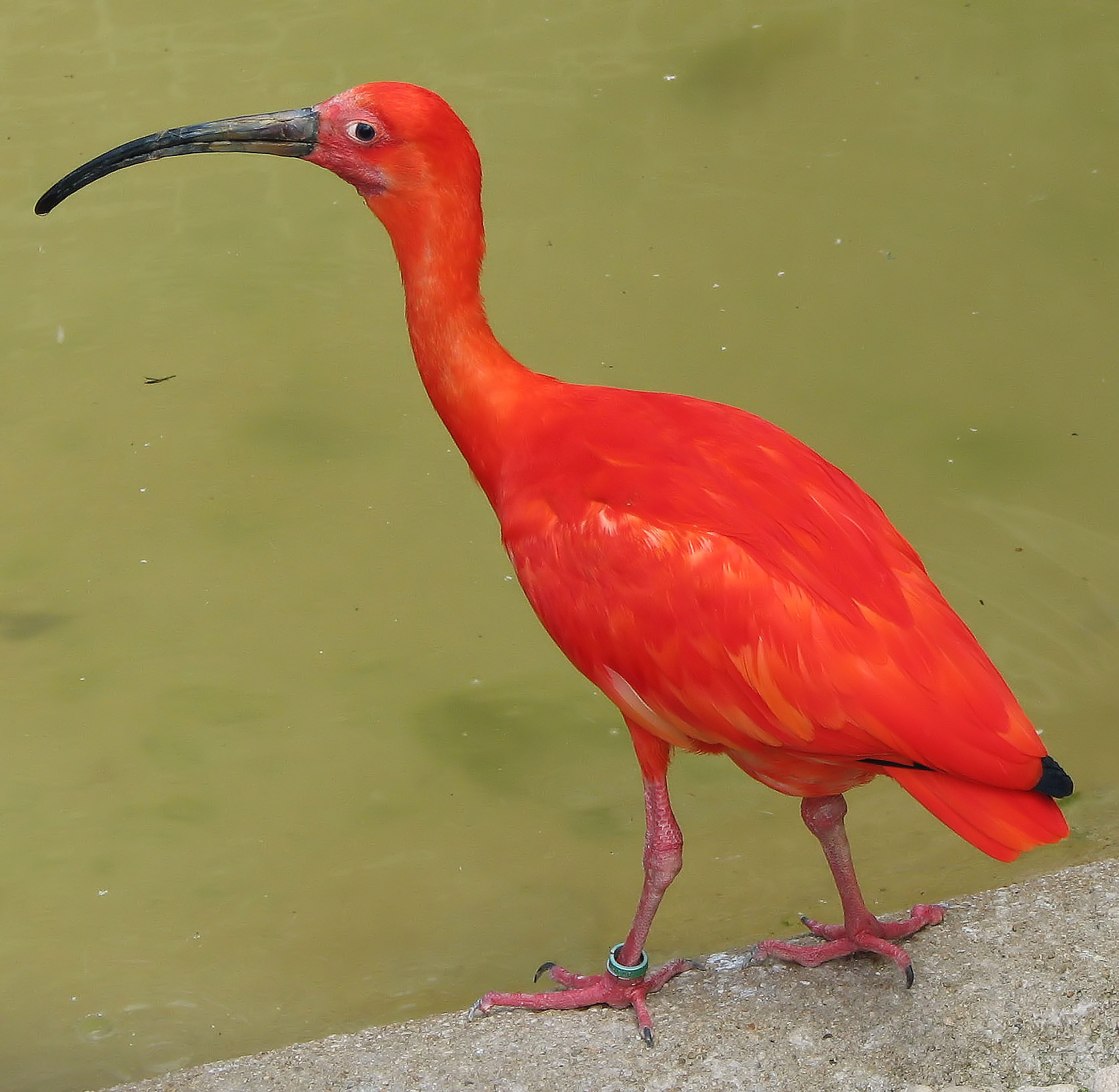